# Šigeo Sugimoto
Šigeo Sugimoto (4. prosinec 1926 – 2. duben 2002) byl japonský fotbalista.

## Klubová kariéra
Hrával za Hankyu Railways.

## Reprezentační kariéra
Šigeo Sugimoto odehrál za japonský národní tým v letech 1951–1954 celkem 3 reprezentační utkání.

## Statistiky
| Japonsko | Japonsko | Japonsko |
| Roky     | Záp.     | Góly     |
| -------- | -------- | -------- |
| 1951     | 2        | 0        |
| 1952     | 0        | 0        |
| 1953     | 0        | 0        |
| 1954     | 1        | 0        |
| Celkem   | 3        | 0        |